# کادجو کی (فلوریدا)
کادجو کی (به انگلیسی: Cudjoe Key) یک منطقهٔ مسکونی در ایالات متحده آمریکا است که در شهرستان مونرو، فلوریدا واقع شده‌است. کادجو کی ۱۴٫۶ کیلومتر مربع مساحت و ۱٬۶۹۵ نفر جمعیت دارد و ۰ متر بالاتر از سطح دریا واقع شده‌است.